# براين غرين
براين راندولف غرين (بالإنجليزية: Brian Randolph Greene)‏ (9 فبراير 1963) هو عالم فيزياء نظرية أمريكي ولد في نيويورك عام 1963. وهو مرشح لنظرية الجاذبية الكمية، وأسس عام 2008 المهرجان العالمي للعلوم بالاشتراك مع ألن ألدا.

## وصلات خارجية
- براين غرين على موقع IMDb (الإنجليزية)
- براين غرين على موقع الموسوعة البريطانية (الإنجليزية)
- براين غرين على موقع ميوزك برينز (الإنجليزية)
- براين غرين على موقع إن إن دي بي (الإنجليزية)
- براين غرين على موقع قاعدة بيانات الفيلم (الإنجليزية)
- براين غرين في مؤتمر تيد
- Greene مرات الظهور على سي-سبان
- غرين يشرح نظرية الأوتار الفائقة في مؤتمر Ted